# Laguna de Perlas
Laguna de Perlas (em inglês: Pearl Lagoon) é um município da Nicarágua, situado na Região Autônoma da Costa Caribe Sul. Tem 1,963 km² de área e sua população em 2020 foi estimada em 19.406 habitantes.